# Mutzli
Mutzli ist seit 1949 der Name einer Schweizer Teddybärenmarke, die von 1940 bis 1991 vom Unternehmen M.C.Z. (Marcel Csuka Zürich) und später der Felpa AG produziert wurde. Heute werden die Teddybären vom BEA-Verlag produziert und angeboten. Die zertifizierten Mutzli Teddybären haben Knopfaugen, sind vollbeweglich und werden aus 100 % Deluxe-Mohair und Echtleder Applikationen hergestellt. Die Sammelbären sind in einer limitierten Auflage erhältlich.

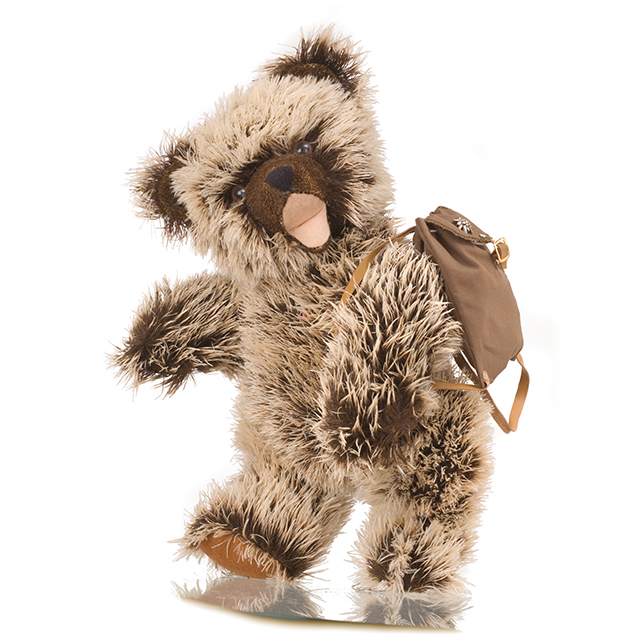
Mutzli Teddybär

## Geschichte
Bedingt durch den Ausbruch des Zweiten Weltkriegs 1939 kam der Spielwarenimport der Schweiz nahezu zum Erliegen, eigene Produktionen gab es kaum. Der aus Mulhouse stammende Unternehmer Marcel Csuka war in den 1930er-Jahren Handelsvertreter für namhafte Spielwarenhersteller. Er füllte diese Lücke kurzzeitig mit tschechischen Produkten der Marke Hamiro. Da dies nicht ausreichte, begann er 1940 in Zürich unter dem Namen «M.C.Z.» mit der Produktion der ersten Plüschtiere in Handarbeit.
Csuka und seine Frau Annie fertigten Plüschbären nach dem Vorbild der deutschen Steiff-Teddybären. 1949 war die Geburtsstunde des Mutzli, dessen Name bald Synonym für das ganze Unternehmen werden sollte. Der Name war angelehnt an «Mutz», einem berndeutschen Dialektwort für «Bär». Das Fell bestand meist aus Mohair oder hochwertiger Plüschwolle.
Nach Ende des Zweiten Weltkriegs nahm Csuka seine Handelsvertretungen wieder auf. 1957 verkaufte er die Stofftierfabrikation an die dazu neu gegründete Felpa AG. 1975 wurde die Produktion nach Wohlen, später nach Suhr verlegt. 1991 stellte die Felpa AG die Produktion aus wirtschaftlichen Gründen ein. Marke und Produktion wurden vom BEA-Verlag übernommen, der die Bären bis heute produziert und anbietet.
Die alten Mutzlibären sind unter Sammlern beliebt und werden gelegentlich auch in Spielzeugmuseen oder -ausstellungen gezeigt.

## Mutzli Museum
Das firmeneigene Museum der BEA + Poly - Verlags AG öffnet, aus konservatorischen Gründen, alle 5 Jahre die Tore.  Die Sonderausstellung fand zuletzt vom 17. November bis und mit 22. Dezember 2018 statt. Der Eintritt ist gratis und das Museum befindet sich im BEA-Areal an der Aarauerstrasse 90, 5200 Brugg AG.